# Isthmiade braconides
Isthmiade braconides är en skalbaggsart som först beskrevs av Perty 1832.  Isthmiade braconides ingår i släktet Isthmiade och familjen långhorningar.
Artens utbredningsområde är Paraguay. Inga underarter finns listade i Catalogue of Life.